# Bernice Notenboom

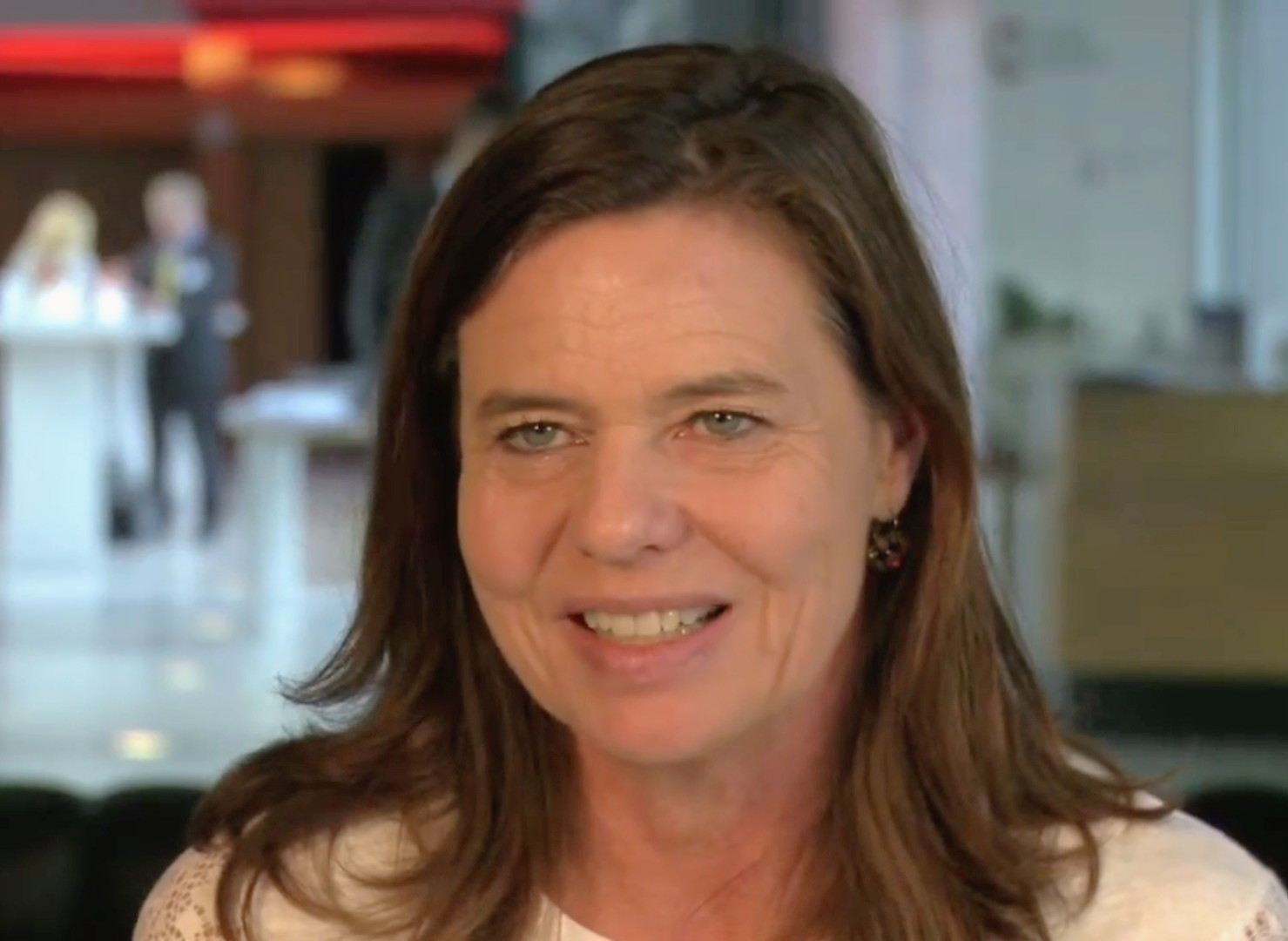
Bernice Notenboom

Bernice Notenboom (* 2. Juni 1962) ist eine niederländische Journalistin, Filmproduzentin und Regisseurin sowie professionelle Abenteurerin, die vor allem durch Dokumentarfilme zur globalen Erwärmung bekannt wurde.

## Leben
Mit Mitte 20 verließ Notenboom die Niederlande, machte einen Master of Business Administration und arbeitete an der Wall Street und bei Microsoft. Diese Arbeitsstelle gab sie auf, um ins ländliche Utah zu ziehen und dort die Firma Moki Treks zu gründen, die sich auf Rafting und Reisen zu indigenen Kulturen spezialisierte. In diesem Kontext berichtete sie unter anderem für das Magazin National Geographic, etwa über die von dem Erdbeben im Indischen Ozean 2004 und dem nachfolgenden Tsunami besonders stark betroffenen Inselketten Andamanen und Nikobaren.
Nachdem sie von Conservation International und National Geographic Traveler ausgezeichnet wurde, verkaufte sie ihre Firma und widmete sich ihrer Karriere als professioneller Abenteurerin. Sie besuchte über 70 Länder und zahlreiche indigenen Kulturen. Im Auftrag von National Geographic Traveler besuchte sie die Arktis und berichtete in den folgenden fünf Jahren über den Klimawandel. Im Jahr 2008 war sie die erste Frau, die in einem Jahr den Nordpol, den Südpol, und den Kältepol (in Sibirien) besucht, sowie den grönländischen Eisschild auf Skiern überquert hat. Im Jahr 2009 bestieg sie den Gipfel des Mount Everest und drehte darüber den Dokumentarfilm Himalaya Alert, in dem sie auch auf die Gefahren durch die Atmospheric Brown Cloud hinwies. Auf der UN-Klimakonferenz in Kopenhagen 2009 war sie Mitglied der offiziellen niederländischen Delegation.
Notenboom ist an der sechsteiligen Fernsehserie Tipping Points als Moderatorin und Ko-Produzentin beteiligt, die von dem US-amerikanischen Sender The Weather Channel in Auftrag gegeben wurde und sich mit den Kippelementen im Kontext der globalen Erwärmung befasst. Ihr Dokumentarfilm Dem Klima auf der Spur wurde Ende August 2014 auf Arte ausgestrahlt.
Sie veröffentlicht Artikel im National Geographic Traveler, National Geographic (Niederländische Ausgabe), dem Outside Magazine, der niederländischen Tageszeitung de Volkskrant und der Financial Times, und ist Radiokorrespondentin für das Reisemagazin Savvy Traveler des NPR. Zudem gibt sie Seminare, berät Firmen, und hält Vorträge zum Thema Nachhaltigkeit.